# Soprano

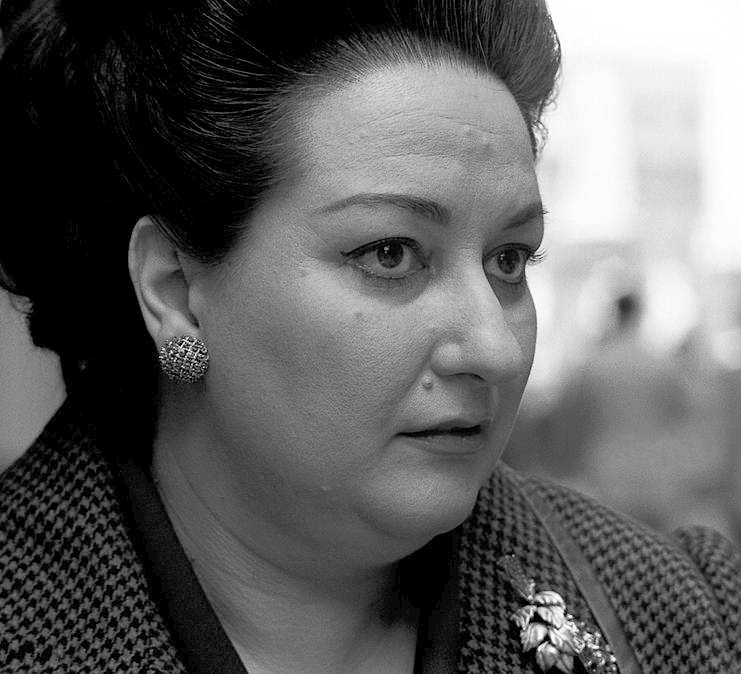
Una referente a este tipo de voz es Montserrat Caballé.

Con el término soprano (o tiple) se denomina a la voz más aguda entre las que conforman el registro vocal humano o, por extensión, la voz más aguda de la armonía. En contextos corales y operísticos, la línea de soprano suele llevar la melodía.
El término en español fue tomado del italiano soprano (que significa ‘soberano, superior’). Este a su vez proviene del latín súper, supra: ‘sobre, o por encima de’. El término tiple es de larga tradición en España y América y se emplea todavía en el género de la zarzuela.
Esta voz pertenece al registro vocal femenino y de los hombres antes de entrar en la pubertad, etapa en la que desarrollan los caracteres sexuales secundarios, entre los que se incluye el agrandamiento de las cuerdas vocales y pérdida del tiple infantil. Sin embargo, en la antigüedad, era posible mantener este tiple infantil en los castrati, hombres a los que se les amputaban los testículos para que no experimentaran el cambio hormonal correspondiente a la pubertad, y de esa manera conservaran la tesitura, a la que se añadía la potencia vocal del adulto.
Los contratenores son varones que conservan las peculiaridades de esta voz (también con mayor potencia), sin haber sido alterado su desarrollo hormonal, sino por un peculiar desarrollo de su aparato fonador.

## Tesitura

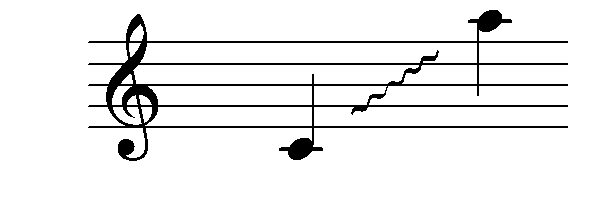
Tesitura de soprano.

Según el Harvard Dictionary of Music, la tesitura de la soprano va desde un do4 (el do central del piano, do3 en notación francesa) hasta un do6. El registro óptimo se sitúa entre el fa4 y el fa5
Según el libro El maestro de canto de Sergio Tulián, la
soprano ligera va de un re4 a un sol6, la
soprano lírica va de un do4 a un re6, y la
soprano dramática va de un la3 a un do#6.
En general, cuando un compositor compone una parte para soprano en obras corales, utiliza un ámbito de notas más estrecho (más fácil de cantar): desde un mi4 a un sol5.

## Clasificaciones en la música clásica

### Soprano de coloratura
La soprano de coloratura (en italiano: soprano d’agilitá) es aquella voz que tiene la capacidad de ejecutar sucesiones de notas rápidas dentro del registro vocal de soprano, en un estilo ornamentado o con embellecimientos elaborados, incluidos los pasajes rápidos de escalas y los trinos, ya sean escritos o improvisados.
El término coloratura está referido a las elaboradas ornamentaciones de una melodía.
La soprano de coloratura es una voz de alta agilidad, que suele tener una tesitura bastante expuesta y comúnmente con capacidad para manejar el registro de silbido. En sentido estricto, el término coloratura no se restringe a describir ninguna gama de la voz, por lo que dentro la clasificación de matices vocales, la soprano de coloratura puede ser una soprano ligera, lírica, lírica ligera o dramática de coloratura.

### Soprano ligera
La soprano ligera (en italiano, soprano leggero) es una voz de gran alcance en los agudos, a los que llega con gran claridad, nitidez y agilidad, lo que le permite ejecutar complicados ornamentos sin dificultad, como notas en picadas en el registro más agudo de su voz. Por el contrario la soprano ligera no suele tener mucha sonoridad en su centro, de ahí la denominación «ligera». En general suelen ser voces de tesitura pequeña que suenan mucho en el agudo, característica principal de este tipo de voz.
El rango vocal aproximado de la soprano ligera está entre un re4 y un sol6, estando el pasaje normalmente en fa5. ejemplos de soprano ligera son: 
- Natalie Dessay como Lakmé de Léo Delibes.
- Amina en La sonámbula de Bellini, rol en el que también destaca la soprano Anna Moffo.
- Olympia en Tales of Hoffmann de Offenbach, rol en el que destaca la soprano Rachele Gilmore.

### Soprano lírica
La soprano lírica (en italiano, soprano lírico) es una voz con un poco más de peso y densidad vocal que la soprano ligera y lírica ligera. Por lo general tienen tesituras pequeñas, con un centro rico y agudo limitado, ya que poseen unas cuerdas vocales de mayor grosor y por ello la dotan de un timbre más oscuro y carnoso que la propia soprano ligera. El rango vocal aproximado de la soprano lírica está entre un do4 a un re6,
Un ejemplo de soprano lírica es Mirella Freni.

### Soprano lírica ligera
La soprano lírica ligera (en italiano soprano lírico-leggero) es una voz de gran alcance en los agudos, con un centro más sonoro y una mayor tesitura que la soprano ligera, lo que les permite acometer gran parte de los papeles tanto de soprano ligera como lírica. Resulta menos ágil en el agudo que la soprano ligera, pero tiene una zona más amplia en los graves.
El rango vocal aproximado de la soprano lírica ligera está desde un do4 hasta un fa6,
Un ejemplo de soprano lírica ligera es el rol de Alice de El Conde Ory.
Un ejemplo de voz de soprano lírica ligera es la soprano australiana Joan Sutherland.

### Soprano lírico spinto
La soprano lírico spinto o soprano spinto es un matiz dentro de la voz de soprano, similar a la soprano lírica, pero con un mayor cuerpo en su centro y un timbre algo más oscuro, lo que le permite desarrollar sin gran esfuerzo pasajes dramáticos. Supera además en potencia y expresión a la soprano lírica, pero posee agudos más limitados. El rango vocal aproximado de la soprano lírico spinto va aproximadamente desde un do4 hasta un re6.
Un ejemplo de soprano lírico spinto es Leyla Gencer en el rol de Norma la Sacerdotisa de la obra Norma de Vincenzo Bellini.

### Soprano soubrette
La soprano soubrette o doubrette es similar a la soprano ligera, con menor facilidad en el registro agudo. El término procede de las sopranos para las que se escribía la opereta francesa, en general grandes actrices, sin grandes recursos vocales. Raramente estas sopranos siguen siendo soubrette a través de su carrera entera.
La tesitura de la soubrette suele ser un poco menor al de la soprano lírica y la lírica spinto, con un rango vocal que se extiende aproximadamente desde un do4 hasta un do6.
Un ejemplo de soprano soubrette es Dawn Upshaw como Susanna en Las bodas de Fígaro de Mozart.

### Soprano dramática de coloratura
La soprano dramática de coloratura, también denominada soprano dramática de agilidad, es una voz de extraordinarias características, muy rara entre las sopranos por su amplísima tesitura. Posee unos graves muy ricos, con mucha sonoridad en el centro como la soprano dramática, pero a su vez posee gran alcance en los agudos, a los que llega con claridad, nitidez y agilidad, lo que le permite ejecutar complicados ornamentos sin dificultad en el registro más agudo de su voz al igual que la soprano ligera. El rango vocal aproximado de este tipo de sopranos es de un si3) a un fa6).
Un ejemplo de soprano dramática de coloratura es Edda Moser como reina de la noche en La flauta mágica de Mozart.

### Soprano dramática
La soprano dramática (en italiano, soprano drammático) es un matiz dentro de la voz de soprano. Su voz se diferencia de las demás por poseer un timbre más oscuro y lleno, pero más grave y con más peso en la voz, generalmente acompañado de mayor caudal o volumen aunque con menor flexibilidad en los agudos, estando su rango vocal aproximadamente entre un do4 y un re6.
Un ejemplo de soprano dramática es:
- Birgit Nilsson como Isolda en Tristán e Isolda de Wagner.

Un caso particular de la soprano dramática, es la especializada en la ópera alemana de Richard Wagner, pues exige la resistencia para sobreponerse continuamente durante horas a grandes orquestas con suficiente volumen y potencia.
Ejemplos de soprano wagneriana:
- Kirsten Flagstad como Brünnhilde en La valquiria del ciclo del Anillo de Richard Wagner.
- Gwyneth Jones como Macbeth  .

### Soprano falcon
La soprano falcon es una voz intermedia entre soprano dramática y mezzosoprano lírica.
Es una voz dramática de grave poderoso y agudo limitado. La voz de soprano falcon corresponde a un rango vocal utilizado inicialmente en Francia que debe su nombre a la mezzosoprano francesa Marie Cornélie Falcon (1814-1897).
Un ejemplo de soprano falcon es Marie Cornélie Falcon en La judía de Ludovic Halévy.

### Soprano sfogato
La soprano sfogato es un término en desuso, acuñado en el siglo XIX, para designar a un tipo particular de voz capaz de alternar entre personajes de contralto y de soprano.  Estas cantantes poseían órganos vocales excepcionales por volumen, extensión y color. Asimismo, ellas acusaron siempre los defecto de desigualdad de los registros y falta de homogeneidad. El término de soprano sfogato apareció al mismo tiempo que sus grandes ejemplos: Giuditta Pasta, Isabella Colbran, María Malibrán, entre otras.
Dentro de la clasificación moderna, la soprano dramática de coloratura, sería lo más cercano a la antigua denominación de soprano sfogato, como pudo haber sido la Divina Maria Callas en el siglo XX. Callas no alternó de contralto pero pudo cantar con éxito los roles escritos para una; además de cantar desde roles dramáticos (wagnerianos, veristas) hasta los de voz ligera (con sobreagudos al mi6) e incluso de mezzosoprano, con una formidable técnica del Bel canto y un dominio del registro capaz de alcanzar tres octavas.

## En música coral
Un coro está compuesto por diferentes tipos de voces, agrupadas en cuerdas. Cada cuerda agrupa las voces en función del registro o tesitura (intervalo de notas que cada cantante es capaz de interpretar) de cada una. Entre las cuatro cuerdas de voz principales, junto con la de tenor, alto y bajo, está la soprano, que se corresponde con la voz más aguda de la mujer o del niño. Este registro oscila en los coros entre el do4 y el la5. Es la voz que habitualmente soporta la melodía principal en el canto coral.

## En música popular
La denominada música popular comprende un conjunto de géneros musicales como la música de jazz, el musical, el blues, el soul y el rock, que son muy populares entre el gran público, en contraste con la denominada música culta con audiencias más minoritarias y normalmente transmitida por vía académica o la llamada música tradicional, normalmente transmitida por vía oral.
En la música popular las voces son clasificadas primordialmente por el género más que por el rango vocal, por lo que cuando se utilizan los términos soprano, mezzo-soprano, contralto, tenor, barítono y bajo se utilizan de una forma más flexible que en clasificación de voces de cantantes clásicos y se refieren casi siempre solo al rango vocal percibido.
Son clasificadas como voces soprano las de las cantantes de música popular con registros y tesituras más agudas (entre el do4 y el do6 e incluso más altas con ayuda de la técnica del falsete).A menudo tienen también capacidad para ejecutar agilidades con la voz de forma parecida a la soprano de coloratura lírica. En la música popular la técnica vocal suele ser muy diferente, ya que la técnica vocal clásica persigue mediante un entrenamiento específico, la proyección de la voz para ser escuchada sin dificultades en todo el ámbito del teatro sin amplificación electrónica y, por otra parte, la expresividad dramática y tímbrica que requiere la interpretación de los roles de las obras de ópera.

## Instrumentos soprano
Determinados instrumentos musicales de varias familias reciben el apelativo de soprano cuando su tesitura corresponde a la de esta voz, como:
- el clarinete
- el violín
- el arpa
- el vibráfono